# Димитровградцы
«Димитровгра́дцы» — болгарский художественный чёрно-белый фильм 1956 года, снятый режиссёрами Николы Корабова и Дучо Мундрова по сценарию Буряна Енчева. Оператор — Выло Радев, композитор — Стефан Ременков. Премьера фильма состоялась 30 апреля 1956 года.

## Сюжет
Фильм рассказывает о стройке и строителях Димитровграда в типичном коммунистическом стиле. Показан энтузиазм бригады, которая мечтает построить город молодёжи, город идиллии.

## В ролях
- Георги Калоянчев — Штерьо Барабата
- Мария Русалиева — Невена
- Иван Димов — Енев
- Борис Чирков — Соболев
- Инна Макарова — Людмила
- Никола Дадов — Богдан
- София Каракашева — Пенка
- Вели Чаушев — Нури
- Петко Карлуковский — Шопа
- Владимир Трендафилов (болг.) — Данаилов
- Йордан Спасов — Дочев
- Иван Тонев — Мишо
- Динко Динев — Желязков
- Елена Хранова — Баба Нона
- Георгий Асенов — дед Недьо
- Иван Братанов — Савата
- Христо Динев — Бай Райко